# José Bezerra de Araújo Júnior
José Bezerra de Araújo Júnior (Natal, 8 de março de 1953) é um pecuarista e político brasileiro.

## Biografia
Conhecido pelo apelido de Ximbica, é um dos filhos do político potiguar José Bezerra de Araújo, que foi prefeito de Currais Novos e Senador por breve período em 1965.
Assim como o pai, disputou a eleição para a prefeitura de Currais Novos em 1992, mas não foi eleito. Em 2002 foi eleito primeiro suplente do senador José Agripino Maia, assumindo o mandato em 15 de julho de 2010, oficialmente em virtude de licença para tratamento de saúde do titular.
Conhecido por declarações polêmicas, especialmente contra Carlos Minc, ex-ministro do Meio Ambiente.